# Пілар Ролдан
Пілар Ролдан (18 листопада 1939 , Мехіко ) — мексиканська фехтувальниця на рапірах, срібна призерка Олімпійських ігор 1968 року.

## Виступи на Олімпіадах
| Олімпіада     | Дисципліна           | Місце |
| ------------- | -------------------- | ----- |
| Мельбурн 1956 | індивідуальна рапіра | 11    |
| Рим 1960      | індивідуальна рапіра | 7     |
| Мехіко 1968   | індивідуальна рапіра | 2     |
| Мехіко 1968   | командна рапіра      | 7     |